# ジャン・ロビック
ジャン・ロビック（Jean Robic、1921年6月10日－1980年10月6日）は、フランス・アルデンヌ県ヴージエ出身の元自転車競技選手。

## 経歴
プロのレースキャリアは1943年から1961年まで。
1947年、第二次世界大戦後初の開催となったツール・ド・フランスにおいて劇的な大逆転優勝を演じる。最終第21ステージを前にして、総合首位はイタリアのピエール・ブランビラ、53秒差の総合2位に同じくイタリアのアルド・ロンコーニが続き、ロビックは2分58秒差の総合3位となっていた。最終ステージはカーンからパリまでの257km。残りあと140km地点において、西フランスチームのロビックは、フランスナショナルチームのメンバーで、総合5位につけていたエドゥアール・ファシュレトネールと呼応してアタックに打って出た。すると総合1、2位のイタリア勢は互いに牽制するあまり反応が遅れ、ステージ制覇を果たすことになるブリック・ショットに対し、ロビック、ファシュレトネールは7分36秒差でゴールしたが、ブランビラ、ロンコーニは、20分41秒遅れでゴールするのがやっと。この結果、ロビックが、ツール・ド・フランス史上初の最終ステージにおけるマイヨ・ジョーヌ奪取に成功した。
その後ツール・ド・フランスでは、1968年にヤン・ヤンセンが、1989年にグレッグ・レモンがいずれも最終ステージで逆転して総合優勝を果たすことになるが、この2例はいずれも個人タイムトライアルでの逆転であり、マスドスタート形式での逆転というのは、2007年現在、ロビックが逆転を決めたこの一例のみである。
1950年、第1回のシクロクロスの世界選手権が開催されたが、ロビックはプロ部門の初代優勝者となった。一方この年のツール・ド・フランスの第11ステージにおいて、イタリアのジーノ・バルタリに転倒させられたことがきっかけとなり、バルタリを含むイタリアナショナルチーム全選手が翌第12ステージ途中で棄権するという事態に繋がった。
気難しい性格が災いし、引退後しばらく、第二の人生をなかなか歩めずにいたという。1980年、フランス中北部のクレイスイイで交通事故に遭い死去した。なお、ロビックが1947年のツール総合優勝を決めるきっかけとなった地点であるルーアンに、ロビックの記念碑が建てられている。